# سعد البريك
سعد البريك (1381- 1446 هـ / 1962- 2025 م) داعية سعودي، إمامٌ وخطيب، ومحامٍ ومستشارٌ قانوني. حاصل على دكتوراه في الفقه المقارن. كان له حضورٌ قويٌّ في قضايا الشباب، والإصلاح الاجتماعي، والدفاع عن القيم الإسلامية، ومناصرة قضايا المسلمين في العالم.

## ولادته وتحصيله
وُلد سعد بن عبد الله بن ناصر البريك في الرياض، يوم الاثنين 14 رمضان 1381هـ الموافق 19 فبراير 1962م، ودرس المراحل الابتدائية والمتوسطة والثانوية في الرياض.
التحقَ بكلية الشريعة في جامعة الإمام محمد بن سعود الإسلامية، وحصل على شهادة (بكالوريوس) من قسم الاقتصاد عام 1403هـ/ 1983م. ثم نال شهادة (ماجستير) من قسم الفقه المقارن، وكان موضوع رسالته "التأمين التجاري في الإسلام".
ثم حصل على شهادة (دكتوراه) من المعهد العالي للقضاء قسم الفقه المقارن، بدرجة ممتاز مع مرتبة الشرف الأولى، وعنوان أطروحته "تنصيص اختيارات الإمام الخطَّابي الفقهية".

## وظائفه ونشاطاته
- عمل مستشارًا ونائبًا لرئيس اللجنة العليا في مكتب الأمير عبد العزيز بن فهد للبحوث والدراسات.
- عضو في لجنة التربية العليا التي رأسَها الأمير سلطان بن عبد العزيز ولي العهد نائب رئيس مجلس الوزراء ووزير الدفاع والطيران والمفتش العام.
- عضو في اللجنة الفرعية المنبثقة عنها التي رأسها الشيخ د. عبد الله المطلق.
- عضو في فريق مناصحة السجناء الذين يحملون الفكر الإرهابي.
- المشرف العام على المكاتب التعاونية للدعوة والإرشاد وتوعية الجاليات بالبديعة والصناعية الجديدة.
- عضو الهيئة الشرعية في الندوة العالمية للشباب الإسلامي.
- عضو في مجلس أمناء مؤسسة الوقف الإسلامي في السويد، وفي مجلس أمناء مسجد التوحيد في هاتشي يوتشي بمدينة طوكيو في اليابان.
- عمل محاضرًا في كلية المعلمين، قسم الدراسات الإسلامية.
- إمام وخطيب جامع الأمير خالد بن سعود بظهرة البديعة أكثر من 25 عامًا.
- له مشاركات في عدد من الندَوات والمؤتمرات داخل المملكة وخارجها، في الولايات المتحدة، وبريطانيا، وبلجيكا، والسويد، وألمانيا، والقاهرة.

## مؤلفاته
- الاختيارات الفقهية للإمام الخطَّابي، دراسة مقارنة، 6 مجلدات (رسالة الدكتوراه).
- الإيجاز في بعض ما اختلف فيه الألباني وابن عثيمين وابن باز (مجلدين).
- فتاوى الفضائيات الضوابط والآثار.
- له الكثير من البحوث المنشورة في العديد من المجلَّات العلمية المحكَّمة، وفي موقعه الإلكتروني.

## برامجه التلفازية
- خذوا عني مناسككم.
- وثبت الأجر.
- وإنك لعلى خُلق عظيم.
- فاستبقوا الخيرات.
- برنامج النجاة.
- سواعد الإخاء.

## حياته الشخصية
البريك متزوِّج وله 6 أبناء و5 بنات.

## وفاته
توفي سعد البريك في الرياض، مساء يوم السبت 5 ذو القعدة 1446 هـ الموافق 3 مايو (أيَّار) 2025، عن عمر ناهز خمسًا وستين سنة هجرية، وصُلِّي عليه بعد صلاة الظهر في اليوم التالي بـ جامع الراجحي، ودُفن في مقبرة النسيم.

## وصلات خارجية
- لقاء مع الشيخ سعد البريك تقديم الشيخ محمد السيد ... سواعد الإخاء
- لقاء الجمعة مع سعد البريك
- مصابيح الرسالة شيخ سعد البريك
- برنامج الهرم مع الشيخ سعد البريك 8 رمضان 1433
- برنامج جواز سفر مع الشيخ سعد البريك رمضان 1432
- سعد البريك على موقع طريق الإسلام